# Neoleptura minutipunctis
Neoleptura minutipunctis är en skalbaggsart som beskrevs av Chemsak och Linsley 1976. Neoleptura minutipunctis ingår i släktet Neoleptura och familjen långhorningar. Inga underarter finns listade i Catalogue of Life.